# Philipp Sandner

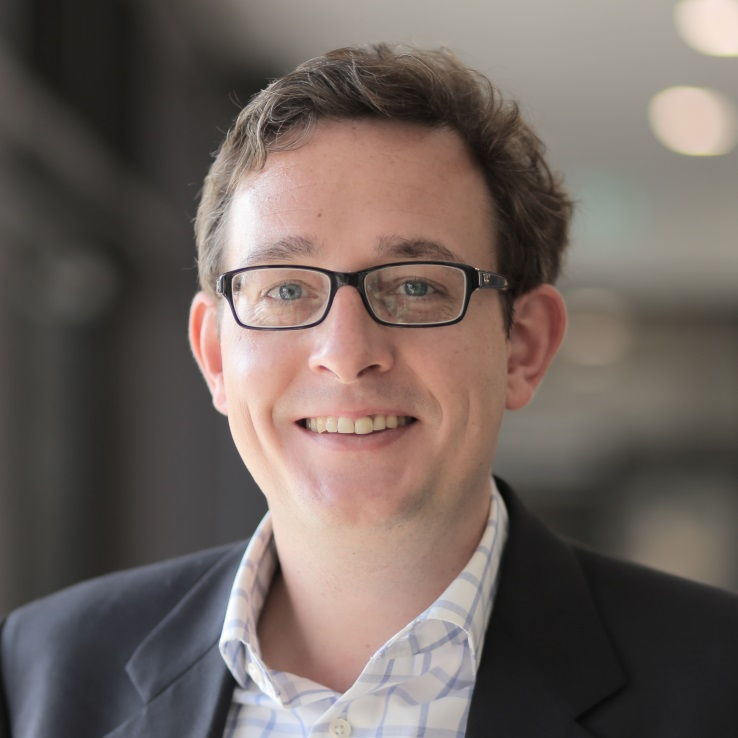
Philipp Sandner (2018)

Philipp Sandner (* 23. Februar 1980 in Heidelberg; † 16. Januar 2024) war ein deutscher Wirtschaftswissenschaftler und Professor an der Frankfurt School of Finance & Management.

## Leben und Ämter
Sandner wurde 1980 in Heidelberg geboren. Nach dem Abitur 1999 absolvierte er den Zivildienst und studierte von 2000 bis 2005 Betriebswirtschaftslehre mit Vertiefung Wirtschaftsinformatik an der Universität Mannheim und an der Copenhagen Business School. Von 2005 bis 2009 war er wissenschaftlicher Mitarbeiter am Institut für Innovationsforschung, Technologiemanagement und Entrepreneurship an der Ludwig-Maximilians-Universität München unter Leitung von Dietmar Harhoff und promovierte 2009 zum Dr.oec.publ. zum Thema „The Valuation of Intangible Assets“ an der Munich School of Management der Ludwig-Maximilians-Universität München. Dort schloss er auch den Master of Business Research (MBR) ab. Für einen Forschungsaufenthalt war er 2008 am Berkeley Center for Law, Technology an der University of California at Berkeley. Von 2010 bis 2012 war er als Postdoktorand und wissenschaftlicher Mitarbeiter am Lehrstuhl für Strategie und Organisation bei Isabell Welpe an der Technischen Universität München tätig.
2010 bis 2015 war Sandner Mitgründer und Partner der Munich Innovation Group, einer auf Innovationsstrategie und Technologietransfer spezialisierten Unternehmensberatung. 2015 wurde er Professor an der Frankfurt School of Finance & Management. Im Februar 2017 wurde das Blockchain Center an der Frankfurt School of Finance & Management gegründet, dessen Leitung Sandner fortan übernahm. Das Center analysiert unter anderem Implikationen der Blockchain-Technologie für Unternehmen und Wirtschaft und sieht sich als Plattform zum Wissensaustausch für Entscheidungsträger, Startups, Technologie- und Industrieexperten.
Sandner wurde seit 2017 aufgrund seiner Expertise in den FinTechRat beim Bundesministerium der Finanzen und in die Arbeitsgruppe des EU Blockchain Observatory der Europäischen Union berufen. Auch die Arbeitsgruppe „Nationale Risikoanalyse“, die vom Bundesfinanzministerium eingerichtet wurde, befragte Sandner zum Thema Kryptowährungen. Im Jahre 2022 wurde er in das Digital Finance Forum (DFF) des Bundesministerium der Finanzen aufgenommen.
Das deutsche Wirtschaftsmagazin Capital listete Sandner in der Kategorie „Top 40 unter 40“. Er gehörte zudem nach Aussage der Frankfurter Allgemeinen Zeitung zu den einflussreichsten Ökonomen Deutschlands in den Jahren 2018, 2019, 2020 und 2021.
Er verstarb am 16. Januar 2024 im Alter von 43 Jahren und hinterließ seine Ehefrau und zwei gemeinsame Töchter.

## Forschungs- und Lehrschwerpunkte
Sandner forschte insbesondere zu den Themen Blockchain-Technologie, Bitcoin, Crypto Assets, Decentralized Finance (DeFi), Distributed Ledger Technology (DLT), digitaler programmierbarer Euro und elektronische Wertpapiere. Weiterhin beschäftigte er sich u. a. mit Corporate Entrepreneurship, Digitale Transformation (zum Beispiel durch Fintech-Startups), Strategic Innovation, Finanzierung von Startups (beispielsweise durch strategische Investoren, Business Angels, Venture Capital) und Intellectual Property Rights.
Er hat mehrere Stipendien und Best Paper Awards erhalten. Seine Forschungsarbeiten wurden in internationalen Fachzeitschriften wie Administrative Science Quarterly, Research Policy, dem Journal of Marketing Research oder dem Journal of Business Venturing publiziert. Themenbereiche in der Lehre waren Digitalisierung, Entrepreneurship, Innovationsmanagement und Intellectual Property Rights.

## Haltung
Sandner sah in der allgemeinen Entwicklung der Blockchain-Technologien eine langfristige disruptive Innovation, die vor allem den Finanzsektor signifikant verändern wird. So sagte er beispielsweise im Gespräch mit der ARD: „Überspitzt gesagt werden die STOs (Security Token Offerings) in einigen Jahren das Geschäftsmodell der Deutsche Börse signifikant verändern.“ Weiterhin sagte er in einem Interview mit der Tagesschau, dass sich Anleger bei steigender Inflation zunehmend Sachwerten zuwenden würden – wozu neben Gold und Immobilien auch der Bitcoin gehöre.
Philipp Sandner wies im Sommer 2018 darauf hin, dass die Blockchain-Technologien als verteilte Datenbank von Transaktionen noch am Anfang ihrer Entwicklung seien. Zudem seien aktuelle Blockchain-Lösungen alle noch in einem Experimentierumfeld.
Kritikern von Bitcoin oder Blockchain-Technologien unterstellte Sandner grundsätzlich fehlende Fachkenntnis. Eine Person mit nachweislich gutem Verständnis der Technologie und gleichzeitiger Skepsis an der Blockchain und dem Bitcoin sei kaum zu finden.

## Publikationen (Auswahl)
Philipp Sandner wirkte bei ca. 150 Publikationen als Autor bzw. Koautor mit.

### Artikel in wissenschaftlichen (Fach-)Zeitschriften (2016–2019)
- E. Zimmerling, C. E. Höllig, P. G. Sandner, I. M. Welpe: Exploring the influence of common game elements on ideation output and motivation. In: Journal of Business Research. Band 94, 2019, S. 302–312.
- L. Ante, P. Sandner, I. Fiedler: Blockchain-Based ICOs: Pure Hype or the Dawn of a New Era of Startup Financing? In: Journal of Risk and Financial Management. Band 11, Nr. 4, 2018, S. 80.
- J. H. Block, C. O. Fisch, M. Obschonka, P. G. Sandner: A personality perspective on business angel syndication. In: Journal of Banking, Finance. 2018.
- A. M. von der Heide, P. Fallavollita, L. Wang, P. Sandner, N. Navab, S. Weidert, E. Euler: Camera‐augmented mobile C‐arm (CamC): A feasibility study of augmented reality imaging in the operating room. In: The International Journal of Medical Robotics and Computer Assisted Surgery. Band 14, Nr. 2, 2018, S. e1885.
- P. J. Höflinger, C. Nagel, P. Sandner: Reputation for technological innovation: Does it actually cohere with innovative activity? In: Journal of Innovation, Knowledge. Band 3, Nr. 1, 2018, S. 26–39.
- C. Fisch, P. Sandner, L. Regner: The value of Chinese patents: An empirical investigation of citation lags. In: China Economic Review. Band 45, 2017, S. 22–34.
- C. Fisch, J. Block, P. Sandner: The impact of acquisitions on Chinese acquirers’ innovation performance: an empirical investigation of 1545 Chinese acquisitions. In: Journal of Business Economics. 2017, S. 1–29.
- A. Tumasjan, P. Sandner, I. M. Welpe: The “boundaryless career” and top-managers’ career success: How much variety is too much variety? In: Academy of Management Proceedings. Band 1, 2017, S. 11569.
- P. Sandner, C. Dufter, R. Geibel: Does Venture Capital Investment Lead to a Change in Start-Ups’ Intellectual Property Strategies? In: American Journal of Industrial and Business Management. Band 6, Nr. 12, 2016, S. 1146.
- P. Böing, E. Müller, P. Sandner: China's R&D Explosion: analyzing productivity effects across ownership types and over time. In: Research Policy. Vol. 45, Nr. 1, 2016, S. 159–176.
- C. Fisch, J. Block, P. Sandner: Chinese University Patents: quantity, Quality, and the Role of Subsidy Programs. In: Journal of Technology Transfer. Vol. 41, Nr. 1, 2016, S. 60–84.
- H. Zhou, P. Sandner, S. Martinelli, J. Block: Patents, trademarks, and their complementarity in venture capital funding. In: Technovation. Vol. 47, 2016, S. 14–22.
- A. Ter Wal, O. Alexy, J. Block, P. Sandner: The best of both worlds: the benefits of open-specialized and closed-diverse syndication networks for new ventures' success. In: Administrative Science Quarterly. Vol. 61, Nr. 3, 2016, S. 393–432.
- F. Wolf, M. Bekk, P. Sandner, I. Welpe: Do you Like Being Labeled a 60-Plus?: How Retirees Develop Group Identification and Evaluate Age-Related Labels, Marketing. In: Zeitschrift für Forschung und Praxis. Vol. 37, Nr. 2, 2015, S. 79–89.
- A. Nagel, P. Sandner: Evaluation of New Generic Top Level Domains From a Brand and a Trademark Perspective. In: International Journal of Management and Marketing Research. Vol. 8, Nr. 1, 2015, S. 93–112.
- J. Block, P. Sandner, F. Spiegel: How Do Risk Attitudes Differ Within the Group of Entrepreneurs?: The Role of Motivation and Procedural Utility. In: Journal of Small Business Management. Vol. 53, Nr. 1, 2015, S. 183–206.
- A. Tumasjan, T. Sprenger, P. Sandner, I. Welpe: Where There is a Sea There Are Pirates: Responses to Jungherr, Jürgens and Schoen. In: Social Science Computer Review. Vol. 30, Nr. 2, 2012, S. 235–239.
- A. Tumasjan, T. Sprenger, P. Sandner, I. Welpe: Election forecasts with Twitter: how 140 characters reflect the political landscape. In: Social Science Computer Review. Vol. 29, Nr. 4, 2011, S. 402–418.

### Monografien
- S. Markowsky, S. Matthaei, P. Sandner: Rettungsanker Bitcoin. Wie uns das digitale Gold vor der Inflation schützen kann, Wiley, Weinheim 2024, ISBN 978-3-527-51128-0.
- A. Klotz, P. Sandner, B. Wallstabe-Watermann: Alles über Bitcoin, Ethereum und Co., Stiftung Warentest, Berlin 2022, ISBN 978-3-7471-0567-2.
- P. Sandner, I. Welpe, A. Tumasjan: Die Zukunft ist dezentral. Wie die Blockchain Unternehmen und den Finanzsektor auf den Kopf stellen wird, Books on Demand, Norderstedt 2020, ISBN 978-3-7504-2373-2.
- P. Sandner, I. Welpe, A. Tumasjan: Der Blockchain-Faktor. Wie die Blockchain unsere Gesellschaft verändern wird, Books on Demand, Norderstedt 2019, ISBN 978-3-7504-1540-9.
- P. Sandner: The Valuation of Intangible Assets. An Exploration of Patent and Trademark Portfolios (= Dissertation), Gabler, Wiesbaden 2009, ISBN 978-3-8349-1774-4.

### Aufsätze in Sammelwerken
- R. Wagner-Paula, P. Sandner, I. Welpe: Brand Strategies of International Pharmaceutical Companies: an Analysis of Trademark Filing Strategies and IP Portfolios. In: Alexander Tirpitz, René R. Schleus (Hrsg.): Yearbook of Market Entry Advisory 2016. 2016.